# Catalonien Rundt 2013
|  | Denne artikel eller sektion om sport er forældet eller ikke opdateret. Se artiklens diskussionsside eller historik. |

Catalonien Rundt 2013 er den 93. udgave af det spanske cykelløb Catalonien Rundt. Løbet er over syv etaper rundt i Catalonien, og starter den 18. marts et endnu ikke offentliggjort sted, og slutter i Barcelona den 24. marts. Det er det femte ud af 29 løb i UCI World Tour 2013.

## Deltagende hold
På grund af at Catalonien Rundt er en del af UCI World Tour, er alle 18 UCI ProTour-hold automatisk inviteret og forpligtet til at sende et hold. Derudover kan arrangøren inviterer yderlige et antal hold til løbet. 
| UCI ProTour-hold: - Ag2r-La Mondiale (ALM) - Argos-Shimano (ARG) - Astana Pro Team (AST) - Belkin Pro Cycling (BEL) - BMC Racing Team (BMC) - Cannondale (CAN) - Euskaltel-Euskadi (EUS) - FDJ (FDJ) - Garmin-Sharp (GRM) | 0 - Lampre-Merida (LAM) - Lotto-Belisol (LTB) - Movistar Team (MOV) - Omega Pharma-Quick Step (OPQ) - Orica-GreenEDGE (OGE) - RadioShack-Leopard (RLT) - Team Saxo-Tinkoff (SAX) - Team Sky (SKY) - Vacansoleil-DCM (VCD) - Team Katusha (KAT) |  |